# Parenteralna uporaba zdravila
Parenterálna uporába zdravíla pomeni aplikacijo zdravila v človeško ali živalsko telo mimo prebavil z injiciranjem, infundiranjem ali implantiranjem.

## Prednosti in slabosti
Parenteralna uporaba zdravila ima svoje prednosti in slabosti. Prednosti so na primer:
- hiter učinek;
- možnost natančnega odmerjanja in pričakovana koncentracija zdravila v telesu ter s tem zagotovljen in odmerku sorazmeren učinek zdravila v telesu;
- izogibanje gastrointestinalnim motnjam pri posameznih vrstah zdravil;
- nekatera zdravila, na primer inzulin, po peroralnem dajanju niso učinkovita;[3]
- psihološki učinek parenteralno danega zdravila na bolnika (včasih ima injekcija za bolnika subjektivno veliko boljši učinek od peroralnih oblik zdravila);
- možnost dajanja zdravila bolnikom, pri katerih je peroralna uporaba zdravila otežena ali onemogočena (npr. pri nezavestnih, bolnikih, ki bruhajo ali pri bolnikih, ki ne sodelujejo).[3]

Slabosti parenteralnega dajanja zdravil so:
- parenteralna aplikacija zdravila ni fiziološko dogajanje;
- predstavlja invaziven poseg v telo in je zato povezano z določenimi nevarnostmi za bolnika (možnost okužbe, poškodbe), ki so lahko tudi življenjsko ogrožajoče;
- ni prijetno za bolnika (povzroča bolečine in stranske pojave, kot so hematomi, lokalne zatrdline, vnetja);
- parenteralno dajanje ni enostavno in zahteva usposobljen zdravstveni kader;
- je precej dražje od peroralnega vnosa zdravil, ker so potrebna specifično pripravljena zdravila (npr. ampule), ustrezni pripomočki (brizgalke, igle) in posebni higienski ukrepi (razkuževanje, umivanje).